# Total SE
A Total SE vagy Total egy francia olaj- és gázipari társaság. Ez egyike a hat „supermajor” -nak: az ágazat hat legnagyobb vállalata közül az ötödik, az ExxonMobil, a Shell, a BP és a Chevron mögött, valamint a ConocoPhillips előtt.
Tevékenységei a teljes termelési láncot lefedik, a kőolaj és a földgáz kitermelésétől az energiatermelésig, beleértve különösen a finomítási és kereskedelmi forgalmazási tevékenységeket.
A Total olyan vállalat, amely az alacsony szén-dioxid-kibocsátású energia- és áramtermelő ágazatokban is tevékenykedik.